# KŚ AZS Lublin
Klub Środowiskowy Akademickiego Związku Sportowego Lublin (skrót AZS Lublin) – jednostka organizacyjna Akademickiego Związku Sportowego z siedzibą w Lublinie. Zajmuje się organizacją imprez sportowych (m.in.: Akademickie Mistrzostwa Województwa Lubelskiego, Lubelska Uniwersjada - Igrzyska Studentów Pierwszego Roku czy Akademickie Mistrzostwa Polski).

## Działalność
Klub Środowiskowy Akademickiego Związku Sportowego Lublin jest terenową jednostką organizacyjną AZS posiadającą osobowość prawną. Zajmuje się organizacją imprez sportowych (m.in.: Akademickie Mistrzostwa Województwa Lubelskiego, Lubelska Uniwersjada - Igrzyska Studentów Pierwszego Roku czy Akademickie Mistrzostwa Polski). Do zadań Klubu należy prowadzenie Akademickiego Centrum Szkolenia Sportowego w Lublinie, skupiającego najlepszych sportowców studentów na poziomie wyczynowym w wieku 17-28 lat.
AZS Lublin w 2018 roku był także głównym operatorem Mistrzostw Polski Seniorów w lekkiej atletyce - to docenienie przez władze Polskiego Związku Lekkiej Atletyki i Miasta Lublin organizacji imprez sportowych dla studentów na najwyższym poziomie.

## Zależność
AZS Lublin wchodzi w struktury OŚ AZS Województwa Lubelskiego będąc jednocześnie jednostką organizacyjną Akademickiego Związku Sportowego